# Grobnica papeža Aleksandra VII.
Grobnica papeža Aleksandra VII. je kiparski spomenik, ki ga je zasnoval in delno izdelal italijanski umetnik Gian Lorenzo Bernini. Je v južnem transeptu bazilike sv. Petra v Vatikanu. Delo je naročil sam papež Aleksander VII.. Toda gradnja spomenika se je začela šele leta 1671 in je bila dokončana leta 1678, enajst let po papeževi smrti. V starosti 81 let bo to Berninijevo zadnje večje kiparsko naročilo pred njegovo smrtjo leta 1680.

## Figure
V spomeniku je šest pomembnih figur. Na vrhu je Aleksander, ki kleči v molitvi. Pod njim so štirje ženski kipi, ki predstavljajo Vrline, ki jih izvaja papež. V ospredju je Ljubezen z otrokom v naročju. Desno od tega je Resnica, katere noga počiva na globusu. Natančneje, noga Resnice stoji neposredno nad Anglijo, kjer si je papež Aleksander prizadeval zatreti rast anglikanizma. Na drugi stopnji sta Preudarnost in Pravičnost. Ti kipi so bili vklesani v beli marmor. Najbolj dramatično je pod Aleksandrom figura Smrti predstavljena v pozlačenem bronu, zavita v valovito draperijo iz sicilijanskega jaspisa.  Dviga peščeno uro, ki simbolizira, da je čas minil. Peščena ura je tudi umetniški simbol memento mori, kar v prevodu iz latinščine pomeni zapomni si, da boš umrl. Podstavek je v črni barvi v znak žalovanja za papežem. Razsežna valovita draperija iz temnega sicilijanskega jaspisa je v dramatičnem kontrastu s še vedno belimi marmornimi figurami. V situacijah, ko je Bernini potreboval veliko količino materiala, se ni mogel zanašati samo na marmor, pridobljen iz starodavnih stavb in se je odločil delati z modernejšim marmorjem. Tako je izbral sicilijanski rdeči jaspis, barve bogate z rdečimi odtenki z zelenimi prelivi. Čeprav je odločitev temeljila na potrebi, lahko vidite Berninijevo umetnost po vsej grobnici. Bel marmor vsebuje bolj čist občutek, ki obdaja figure papeža in štirih Vrlin. To je v velikem kontrastu z dramatično draperijo in bronasto figuro Smrti, ki sta obe bogati z barvami, kar poudari njun pomen.
Spomenik je nastal v sodelovanju med Berninijem in njegovimi pomočniki, pri čemer so slednji opravili večino dela pod Berninijevim skrbnim nadzorom. Med temi sodelavci so bili G. Mazzuoli, L. Morelli, G. Cartari, M. Maglia in L. Balestri. Bernini je najverjetneje sam delal na kipu papeža. Poznan po svojih portretnih skulpturah, je verjetno dal piko na i Aleksandrovemu obrazu.

## Izdelava
Na začetku svojega pontifikata je Aleksander vedel, da bo potreboval monumentalno grobnico, ki bi ga ovekovečila; tako kot njegovi predhodniki jo je naročil slavnemu umetniku Berniniju. Papeški dnevnik prvič omenja spomenik že 9. avgusta 1656.  Po njegovi smrti je projekt vodil in plačal Aleksandrov nečak, kardinal Flavio Chigi. Pod papežem Klemenom IX. je bila grobnica prvotno postavljena v koru Santa Maria Maggiore. Po Klementovi smrti so idejo opustili in lokacijo spremenili v baziliko svetega Petra. Grobnico naj bi postavili v nišo z vrati južnega transepta. Bernini je pametno vključil Smrt in marmorni pokrov, ki rahlo visi nad vrati, saj ga ni bilo mogoče premakniti.
Bernini je začel delati na načrtu in modelu celotne grobnice in 7. oktobra 1672 je bil plačan tisoč scudov za začetek svojega dela. Obstaja veliko ohranjenih zgodnjih načrtov grobnice, ki obstajajo še danes. Zgodnji načrt grobnice, ki je bil narejen v Berninijevem studiu, je ohranjen v Kraljevi knjižnici v Windsorju. V Istituto delle Belle Arti v Sieni sta se ohranili dve majhni glineni maketi, ki vključujeta Dobrodelnost in klečečega papeža Aleksandra v muzeju Viktorije in Alberta v Londonu. Decembra 1671 se je začela dejanska gradnja grobnice z lesenim in glinenim okvirjem oziroma maketo grobnice v naravnem merilu. Zadnje plačilo Berniniju je zabeleženo 9. aprila 1672. Po prejemu plačila je Bernini 23. julija istega leta dal v kamnolom poslati risbe, ki določajo velikost marmornih blokov. Grobnica je bila skoraj dokončana, vendar je bil še en papež, ki je imel o tem kaj povedati. Ko je bila grobnica odkrita, je papež Inocenc XI. nasprotoval ne le goloti Resnice, temveč tudi golim prsi Ljubezni. Tako je bil Bernini prisiljen obleči figure. Zadnje naročeno delo Gian lorenza Berninija je bilo končno dokončano in razkrito leta 1678.

## Galerija
- Stranski pogled na grobnico Aleksandra VII
- Dobrodelnost in Resnica
- Figura Resnice, ki sta jo izklesala Lazzaro Morelli in Giulio Catari
- Globus pod nogami Resnice